# Betty Burbridge
Elizabeth Burbridge (San Diego, 7 de diciembre de 1895-Tarzana,19 de septiembre de 1987) fue una escritora y actriz estadounidense, conocida principalmente por sus guiones de wéstern. Escribió cerca de 130 diálogos, guiones, adaptaciones e historias hasta principios de la década de 1950. En sus últimos años trabajó para la televisión firmando varios episodios de famosas series estadounidenses como The Cisco Kid o Las aventuras de  Gene Autry. 

## Trayectoria
Elizabeth Burbridge era hija de Mabel Burbridge, una periodista de Nueva York de las muchas «Prudence Pennys», un seudónimo utilizado por escritoras y editoras de economía doméstica en varios periódicos de Hearst en Estados Unidos, a partir de la década de 1920.

### Inicios como actriz
Burbridge inició su carrera cinematográfica como actriz en 1913, con poco más de diecisiete años. En 1916 dejó por completo la actuación tras haber participado en 62 cortometrajes mudos y en los largometrajes: Rumpelstiltskin (1915),The Winged Idol (1916)y Charity (1916).Como actriz, y en sus primeros años como guionista, Burbridge fue acreditada como Elizabeth, pero en torno a 1925 ya figuraba en los créditos como Betty Burbridge. Durante este tiempo trabajó en compañías como Motion Picture, Thomas Ince, Biograph Company (fundada en 1895 y activa hasta 1916) y la Essanay Film Manufacturing Company.

### Escritora y guionista de wéstern
En 1917, tras escribir algunos temas para el cine, se dedicó por completo a la escritura y dio comienzo su carrera como guionista de cortometrajes mudos. La prensa especializada empezó a reconocerla como escritora de historias cinematográficas,  y compañías como  Moving Picture World o The Film Daily informaban de su trabajo en Captain Kiddo (1917) y  la película Milady o' the Beanstalk (1918). Más tarde se especializó en el género del western y fue autora de casi 130 diálogos, guiones, adaptaciones e historias hasta principios de la década de 1950.
En 1923 era autora de una columna en la que aconsejaba a los lectores sobre decoración y asuntos del corazón firmada, al igual que su madre, con el seudónimo «Prudence Pennys Jr.». Un año más tarde Burbridge entró a trabajar con el productor de cine Lester F. Scott Jr. como guionista para su recién creada Action Pictures. Entre 1924 y 1929, escribió la mayor parte de las películas mudas de bajo presupuesto de esta compañía para los actores Buddy Roosevelt, Buffalo Bill Jr. y Wally Wales. En 1926, trabajó casi exclusivamente en películas del Oeste.Con la llegada del cine sonoro, Burbridge se convirtió en escritora independiente y trabajó en películas para Rex Lease, Bob Custer, Jack Perrin y Tom Tyler.
Burbridge trabajó para Republic Pictures a partir de 1935, convirtiéndose en la guionista principal del actor Gene Autry durante las décadas de 1930 y 1940.Además de crear el guion para Melody Trail (1935), escribió trece guiones más del Oeste para este actor: The Singing Vagabond (1935), Springtime in the Rockies (1937), Gold Mine in the Sky (1938), Man from Music Mountain (1938), Prairie Moon (1938), Colorado Sunset (1939), Rovin' Tumbleweeds (1939), South of the Border (1939), Rancho Grande (1940), Gaucho Serenade (1940), Ride, Tenderfoot, Ride (1940), Melody Ranch (1940), y Stardust on the Sage (1942). Entre 1917 y 1949 escribió un total de 124 películas.
En la década de 1950, Burbridge comenzó a escribir para televisión contribuyendo con varios guiones para la serie The Cisco Kid, entre 1950 y 1951, y tres guiones para The Gene Autry Show, de 1950 a 1952.Su último guion acreditado fue para un episodio de la serie The Range Rider en 1952.

### Trabajo en la industria cinematográfica
Aunque se ha reconocido el  éxito de Burbridge en el campo de la escritura de guiones -especialmente como mujer que escribe películas del Oeste, un género considerado entonces masculino a pesar de que varias mujeres como Adele Buffington, Bertha M. Bower y Grace Cunard contribuyeron a él en las épocas muda y sonora-, no se tiene en cuenta la duración de su carrera ni la amplitud de su trabajo como actriz en los inicios de la industria cinematográfica estadounidense. De hecho, un artículo de 1942 basado en una entrevista con Burbridge sugiere que la carrera de la escritora en el cine del Oeste, y en el cine en general, no comenzó  hasta la década de 1930, y mantiene la idea de que  su éxito como guionista fue su trabajo para  el actor Gene Autry.
Burbridge murió el 19 de septiembre de 1987, en Tarzana, California, a la edad de 91 años.

## Filmografía (selección)

### Como actriz
- Colonel Custard's Last Stand. Dir.: Richard Garrick (1914).
- In the Clutches of the Gangsters. Dir.: Richard Stanton (1914).
- The Robbery at Pine River. Dir.: Walter Edwards (1914).
- The Gangsters and the Girl. Dir.: Sidney Scott (1914).
- Matrimony. Dir.: Sidney Scott (1915).
- Rumpelstiltskin. Dir.: Raymond B. West (1915).
- The Winged Idol. Dir.: Sidney Scott (1915).
- A Lucky Blowout. Dir.: Walter Edwards (1915).

- The Spider’s Web.  Dir.: Robert G. Vignola (1916).
- The Danger Line. Dir.: Charles Ashley (1916).
- The White Alley. Dir.: Harry Beaumont (1916).

### Como guionista

#### 1917-1930
- Tears and Smiles. Dir.: William Bertram, con Marie Osborne, Melvin Mayo,  Marion Warner y Katherine MacLaren (1917).[12]
- Captain Kiddo. Dir.: W. Eugene Moore, protagonizada por Marie Osborne, Marion Warner, Philo McCullough (1917).[13]
- Battling Buddy. Dir Richard Thorpe, película muda, con Buddy Roosevelt, Violet La Plante, William Lowery y Kewpie King (1924).[14]
- Walloping Wallace. Dir.: Norbert A. Myles, película muda, con Buddy Roosevelt, Violet La Plante y Lillian Gale (1924).[15]
- Reckless Courage. Dir.: Tom Gibson, con Buddy Roosevelt, J.C. Fowler y Helen Foster (1925).
- The Fighting Cheat. Dir.: Richard Thorpe, película muda, con Hal Taliaferro, Jean Arthur, Fanny Midgley y Slim Whitaker (1926).[16]
- Twisted Triggers. Dir.: Richard Thorpe, película muda, con Hal Taliaferro, Jean Arthur, Al Richmond y  Art Winkler. (1926).
- Ace of Action. Dir.: William Bertram, película muda, con Hal Taliaferro, Alma Rayford and Charles Colby (1926).
- Bad Man's Bluff. Dir.: Alan James,  película muda, con Jay Wilsey, Molly Malone y Frank Whitson (1926).
- The Twin Triggers. Dir.: Richard Thorpe, película muda, con Buddy Roosevelt, Nita Cavalier y Lafe McKee (1926).
- Pals in Peril. Dir.:  Richard Thorpe, con  Jay Wilsey, Olive Hasbrouck y George Ovey (1927).
- Tearin' Into Trouble. Dir.: Richard Thorpe y protagonizada por Hal Taliaferro, Olive Hasbrouck y Walter Brennan (1927).
- The Phantom Buster.  Dir.: William Bertram, protagonizada por Buddy Roosevelt, Alma Rayford, Slim Whitaker y Boris Karloff  (1927).[17]
- The Flyin' Buckaroo Dir.: Richard Thorpe, con Hal Taliaferro, J.P. Lockney Fanny Midgley,  Duane Thompson y Mabel Van Buren (1928).[18]

#### 1931-1939
- Anybody's Blonde. Dir.: Frank R. Strayer, protagonizada por Dorothy Revier, Reed Howes, Henry B. Walthall y Edna Murphy (1931).[19]
- Is There Justice? Dir.: Stuart Pato, protagonizada por Rex Lease, Henry B. Walthall, Blanche Mehaffey y Helen Fosst (1931).[20]
- Sin's Pay Day. Dir.: George B. Seitz y protagonizada por Lloyd Whitlock, Dorothy Revier y Mickey Rooney (1932).[21]
- Between Fighting Men (Cara a cara). Dir.: Forrest Sheldon y protagonizada por Ken Maynard, Ruth Hall y Josephine Dunn (1932).[22]
- The Lone Trail. Dir.: Forrest Sheldon y Harry S. Webb y protagonizada por Rex Lease, Virginia Brown Faire y Joe Bonomo (1932).[23]
- The Secrets of Wu Sin. Dir.: Richard Thorpe y protagonizada por Lois Wilson, Grant Withers y  Dorothy Revie (1932).[24]
- Dance Hall Hostess. Dir.: B. Reeves Eason, protagonizada por Helen Chandler, Jason Robards  y Alberta Vaughn (1933).
- Redhead. Dir.: Melville Brown, protagonizada por Bruce Cabot, Grace Bradley y Regis Toomey (1934).
- Get That Man. Dir.: Spencer Gordon, con Wallace Ford, Jack Kirkland, Finis Barton y Diane Prescot (1935).[25]
- Melody Trail. Dir.: Joseph Kane y protagonizada por Gene Autry, Ann Rutherford y Smiley Burnette (1935).
- Gold Mine in the Sky. Dir.: Joseph Kane, con  Gene Autry, Smiley Burnette y  Carol Hughes (1938).
- Red River Range. Dir.: George Sherman, con John Wayne, Ray Corrigan, Max Terhune y Polly Moran (1938).[26]
- Rovin' Tumbleweeds. Dir.: George Sherman, con Gene Autry, Smiley Burnette y  Mary Carlisle (1939) .
- South of the Border. Dir.: George Sherman, con Gene Autry, Smiley Burnette y June Storey (1939).

#### 1940-1947
- Rancho Grande. Dir.: Frank McDonald y protagonizada por Gene Autry, Smiley Burnette y June Storey (1940).
- Melody Ranch (En alas del amor). Dir.: Joseph Santley, protagonizada por Gene Autry, Jimmy Durante y Ann Miller (1940).[27]
- Stardust on the Sage. Dir.:  William Morgan y protagonizada por Gene Autry, Smiley Burnette, William Henry y Edith Fellows (1942).
- Frontier Fury. Dir.: William Berke, protagonizada por Charles Starrett y Roma Aldrich (1943).[28]
- West of the Rio Grande. Dir.: Lambert Hillyer, con Johnny Mack Brown, Raymond Hatton y Dennis Moore (1944).
- The Cherokee Flash. Dir.: Thomas Carr, protagonizada por Sunset Carson, Linda Stirling y Tom London (1945).
- The Cisco Kid Returns. Dir.: John P. McCarthy, primera de tres películas de la serie realizadas ese año con Duncan Renaldo  y Martin Garralaga (1945).[29]
- Trail of the Mounties. Dir.: Howard Bretherton, protagonizada por Russell Hayden, Jennifer Holt y Emmett Lynn (1947). [30]